# 熱帶雨林氣候

熱帶雨林氣候在世界各地的分布

热带雨林气候，又称热带型雨林气候，是一种大部分分布在赤道两侧10~15度内、每月降水量至少达60毫米的热带气候，全年高温、多雨、潮湿，在柯本氣候分類法中代號為「Af」。热带雨林气候可分为两种子类型：常年受赤道低压带控制的赤道多雨气候和常年受潮湿信风控制的热带海洋性气候。热带雨林气候中的两天可能非常相似，而昼夜温差可能大于年均温差。气候特征是：全年高温多雨。

## 农业
以游耕、水稻种植业、热带雨林林业为主。特有作物包括橡胶、椰子、油棕、咖啡等。

## 代表城市
- 新加坡
- 印度尼西亞 雅加达
- 马来西亚 吉隆坡
- 马来西亚 亞庇
- 马来西亚 槟城
- 马来西亚 新山
- 斯里巴加灣市
- 印度尼西亞 万隆
- 馬爾地夫 马累
- 喬治敦
- 卡宴
- 苏里南 巴拉馬利波
- 秘魯 馬爾多納多港
- 马达加斯加 马纳卡拉
- 刚果民主共和国 金沙萨

1. ↑  McKnight, Tom L; Hess, Darrel. . . Upper Saddle River, NJ: Prentice Hall. 2000: 205–8. ISBN 978-0-13-020263-5.